# Secretaría de Información Pública
La Secretaría de Información Pública de la Argentina fue un organismo perteneciente a la Presidencia cuya función era la información difundida por el Gobierno Nacional.

## Historia
Por Decreto N.º 162 del 22 de abril de 1976 (publicado el 28 de abril de 1976) del presidente de facto Jorge Rafael Videla se modificó la organización de la Secretaría de Prensa y Difusión, que adoptó la denominación de «Secretaría de Información Pública» y se constituyó por tres subsecretarías (de Planeamiento, de Enlace y Operativo). Su nueva misión era la de asegurar la eficacia en la realización de la información emitida por el Gobierno Nacional.

## Titulares
- Carlos Pablo Carpintero (27 de abril de 1976-1 de febrero de 1978)[2][3]
- Rubén Oscar Franco (1 de febrero-12 de diciembre de 1978)[3][4]
- Antonio Llamas (12 de diciembre de 1978-1 de abril de 1981)[4][5]
- Raúl José Ortiz (1 de abril de 1981-?)[5]
- Rodolfo Baltiérrez (24 de diciembre de 1981-5 de julio de 1982)[6][7]
- Pedro Armando Corla (interino; 2 de julio de 1982-?)[8]